# Freak (Doja Cat)
Freak è un brano musicale della rapper statunitense Doja Cat, pubblicato il 7 agosto 2020 come singolo promozionale.

## Pubblicazione
L'artista ha annunciato il singolo il giorno antecedente la sua pubblicazione sui suoi canali social.

## Descrizione
Già disponibile per l'ascolto su SoundCloud dall'11 novembre 2018, il brano contiene un campionamento di Put Your Head on My Shoulder, canzone di Paul Anka del 1959.

## Tracce
Testi e musiche di Amala Zandile Dlamini, Cameron Bartolini e David Sprecher.
1. Freak – 4:44

## Classifiche
| Classifica (2020) | Posizione massima |
| ----------------- | ----------------- |
| Stati Uniti       | 121               |